# Coronel Ezequiel
Coronel Ezequiel este un oraș în Rio Grande do Norte (RN), Brazilia.